# Solet annuere
Solet annuere е папска була на римския папа Хонорий III от 29 ноември 1223 г., с която се утвърждава правилата на Францисканския орден.
Както и останалите папски були, и тази получава името си по първите думи от текста. Францисканският орден (орден на братята-минорити) е основан през 1209 г., когато папа Инокентий III устно утвърждава устава на ордена. След преработка и съгласуване на първоначалните правила уставът на ордена е утвърден и с нарочна писмена була, издадена на 29 ноември 1223 г. от папа Хонорий III. С основаването на ордена на францисканците е поставено началото на т.нар. нищенстващи ордени.